# Usnea

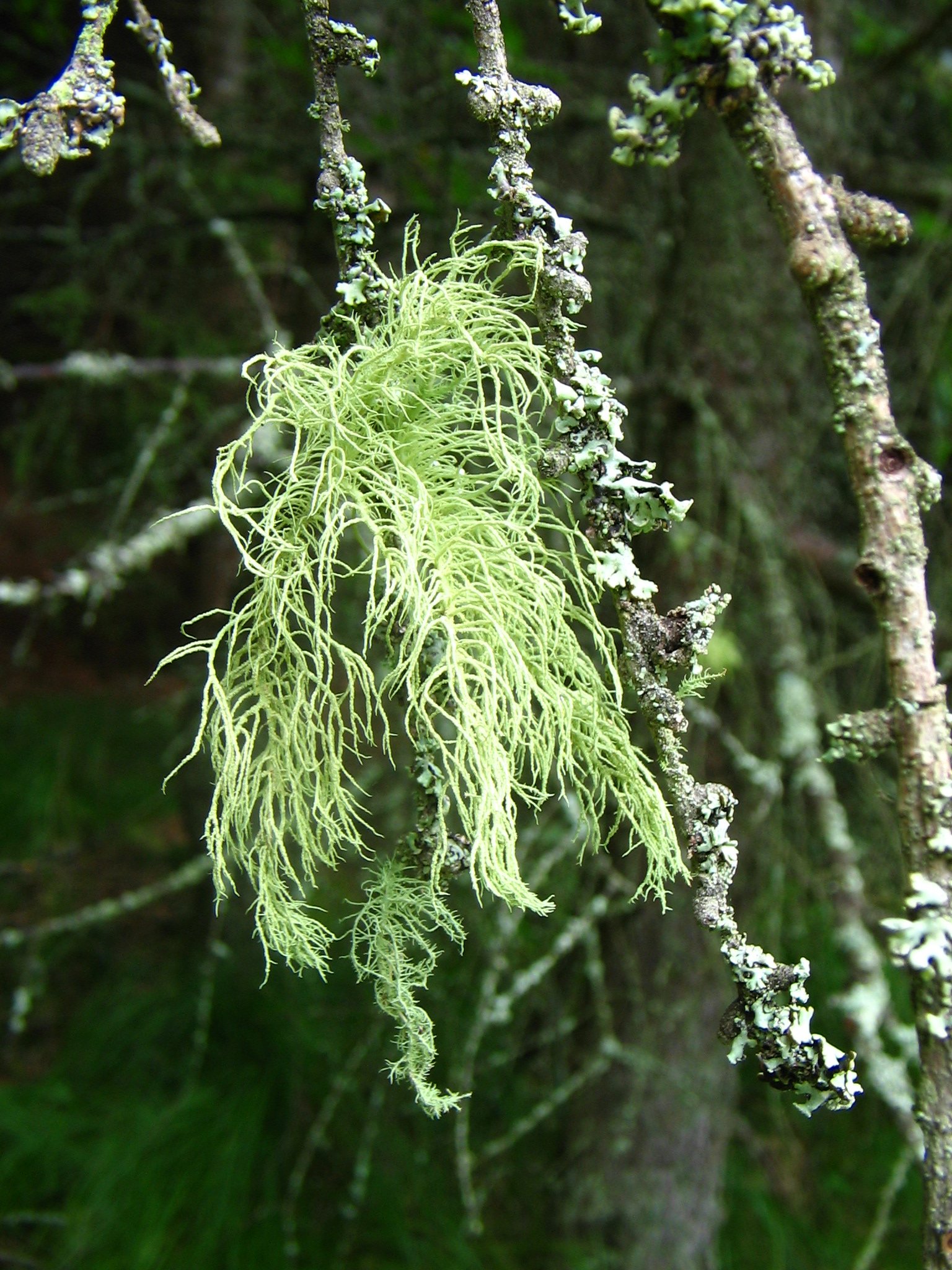
Usnea en un bosc de Txèquia.

Usnea és una gènere liquenitzat de fongs ascomicots de l'ordre dels lecanorals (Lecanorales), família Parmeliaceae, que generalment creixen penjant dels arbres com si fossin una cabellera grisa o verdosa. Té una distribució cosmopolita. El fotobionts és una alga de la divisió Chlorophyta. Inclou unes 100 espècies.

## Ecologia
Les especies d'Usnea són molt sensibles a la contaminació atmosfèrica; quan no n'hi ha, pot créixer fins a 10-20 cm cada any.

## Usos
Espècies d'Usnea s'han utilitzat com a espècies medicinals des de fa, com a mínim, 1.000 anys; l'àcid úsnic (C18H16O₇) és un potent antibiòtic i antifúngic. És comestible i té un alt contingut en vitamina C.
Els natius americans la feien servir com a compresa per a les ferides de guerra. També es fa servir per a combatre malalties dels peixos dels aquaris.

## Algunes espècies
- Usnea barbata
- Usnea dasypoga
- Usnea florida
- Usnea hirta
- Usnea rubicunda
- Usnea rubiginea
- Usnea subfloridana

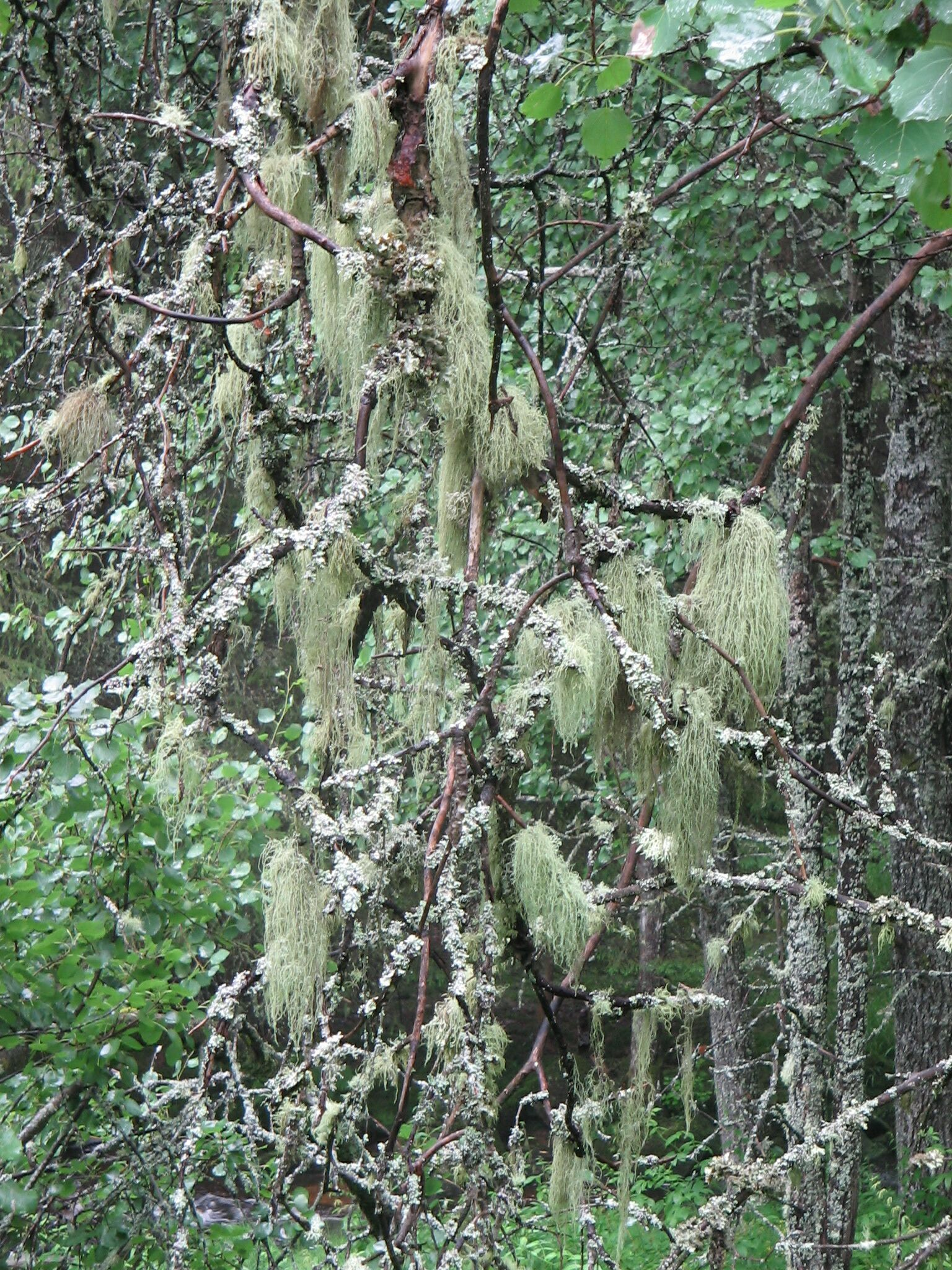
Espècies de Txèquia.

- L'espècie Usnea longissima s'ha reanomenat Dolichousnea longissima el 2004.[3]